# Hafslund Station
Hafslund Station (Hafslund stasjon eller Hafslund holdeplass) er en tidligere jernbanestation på Østfoldbanen, der ligger i byområdet Hafslund i Sarpsborg kommune i Norge. Den ligger 103,3 km fra Oslo S.
Længe før stationen kom til, åbnedes industribanen Hafslundbanen mellem Hafslund og Sundløkka havn i Fredrikstad 20. marts 1898 som den første elektriske normalsporede jernbane i Norge. Hafslund Station etableredes som togfølgestation 15. maj 1926 men erstattedes af et trinbræt i 1933. Hafslundbanen nedlagdes i 1973 og blev efterfølgende fjernet. Brugen af stationen ophørte i 2002, da personstogtrafikken på Østfoldbanens Østre Linje blev indstillet mellem Rakkestad og Sarpsborg.